# خوسيه إدواردو بافيز
خوسيه إدواردو بافيز (بالإسبانية: José Eduardo Pavez)‏ هو لاعب كرة قدم مكسيكي في مركز الوسط، ولد في 13 أكتوبر 1969 في Tehuixtla ‏ في المكسيك. شارك مع منتخب المكسيك لكرة القدم.

## وصلات خارجية
- خوسيه إدواردو بافيز على موقع الاتحاد الدولي (مؤرشف)  (الإنجليزية)
- خوسيه إدواردو بافيز على موقع أوليمبيديا (الإنجليزية)